# Walpeup
Walpeup är en ort i Australien. Den ligger i regionen Mildura Shire och delstaten Victoria, omkring 400 kilometer nordväst om delstatshuvudstaden Melbourne. Walpeup ligger 96 meter över havet och antalet invånare är 108.
Trakten runt Walpeup är nära nog obefolkad, med mindre än två invånare per kvadratkilometer.. Det finns inga andra samhällen i närheten.
Trakten runt Walpeup består till största delen av jordbruksmark. Genomsnittlig årsnederbörd är 305 millimeter. Den regnigaste månaden är juli, med i genomsnitt 44 mm nederbörd, och den torraste är januari, med 12 mm nederbörd.